# اللغة الغيلية الإسكتلندية

خريطة توضح انتشار اللغة الغيلية في إسكتلندا.

الغيلية الإسكتلندية، ويشار إليها أحياناً بالغيلية أو الغايلية، هي لغة كلتية يعود أصلها إلى إسكتلندا. تعد اللغة واحدة من اللغات الجودية مثل الأيرلندية الحديثة والمنكية، واللغة مشتقة من الإيرلندية القديمة.
أظهرت إحصائيات سنة 2011 بأن هناك 57375 شخصاً في إسكتلندا يمكنهم تحدث الغيلية، كونها تشكل مع هبريدس المعقل الرئيسي للغة. نتائج الإحصائيات تمثل انخفاضاً عن سنة 2001 بحوالي 1275 من المتحدثين بالغيلية. وأبلغ ما مجموعه 87056 شخصاً في عام 2011 عن وجود بعض المرافق بالغيلية مقارنة بحوالي 93282 شخصاً في عام 2001، أي بانخفاض نسبته 6226. وعلى الرغم من هذا الانخفاض، إلا أن هناك جهود لإحياء اللغة أثمرت عن زيادة عدد المتحدثين بها من هم تحت سن العشرين.